# Schloss Schwaigern

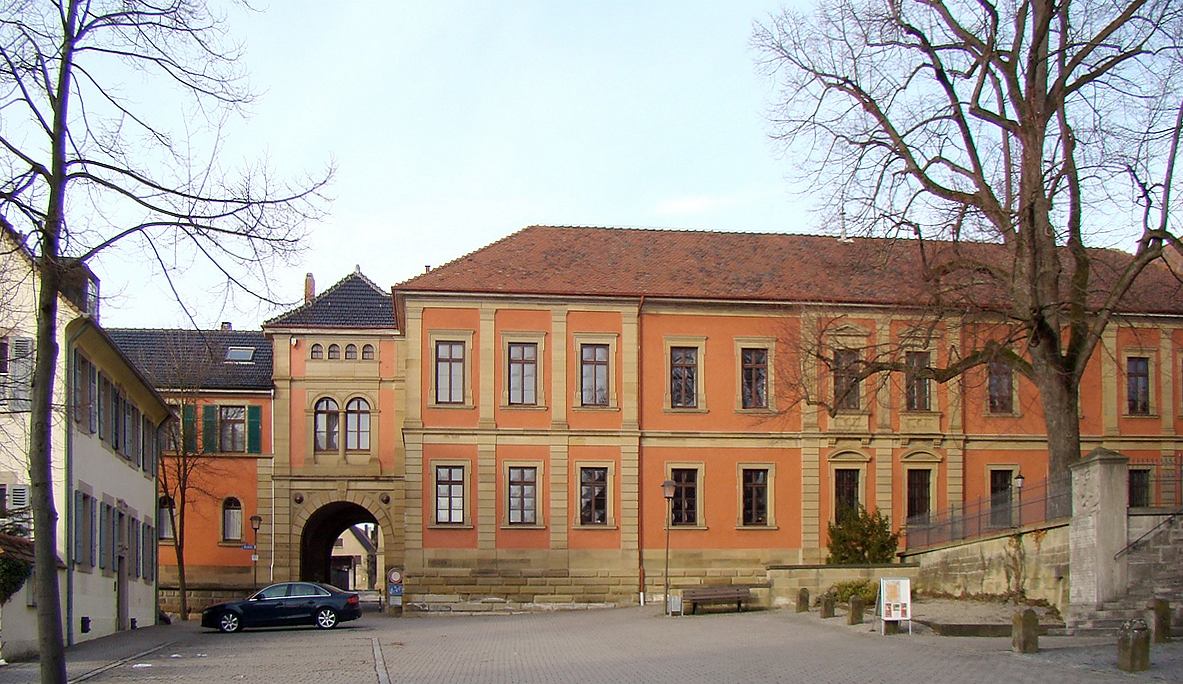
Schloss in Schwaigern

Das Schloss in Schwaigern im Landkreis Heilbronn im nördlichen Baden-Württemberg wurde ab 1702 durch die Herren von Neipperg anstelle eines früheren Herrensitzes erbaut und nach 1850 zu seinem heutigen Umfang erweitert.

## Geschichte
Die Burg Neipperg war bis in das 16. Jahrhundert Hauptsitz der Herren von Neipperg. Danach  wurde das Schloss Klingenberg bis zum Neubau des Schlosses in Schwaigern zum Hauptsitz.
Das neben der Stadtkirche am nordöstlichen Rand der historischen Ortsmitte von Schwaigern liegende Schloss wurde ab 1702 anstelle der 1690 zerstörten früheren Burg Schwaigern für Generalfeldmarschall Eberhard Friedrich von Neipperg (1655–1725) im Stil des Barock erbaut. Das Schloss wurde verschiedentlich erweitert und umgebaut, wobei die Pläne für die Erweiterung bereits 1835 von Gottlob Georg Barth erstellt wurden, aber erst in den Jahren 1847 bis 1871 realisiert wurden. Der Westflügel wurde 1850, der Südflügel 1866 erbaut. Von 1860 bis 1871 entstand die im Stil der Neorenaissance erbaute Schlosskirche unter Mitwirkung von Christian Friedrich von Leins. 1898 fand ein Umbau des Schlosses unter Graf Reinhard von Neipperg (1856–1919) statt. 1984 erfolgte eine umfassende Renovierung des Dachstuhls.

## Beschreibung

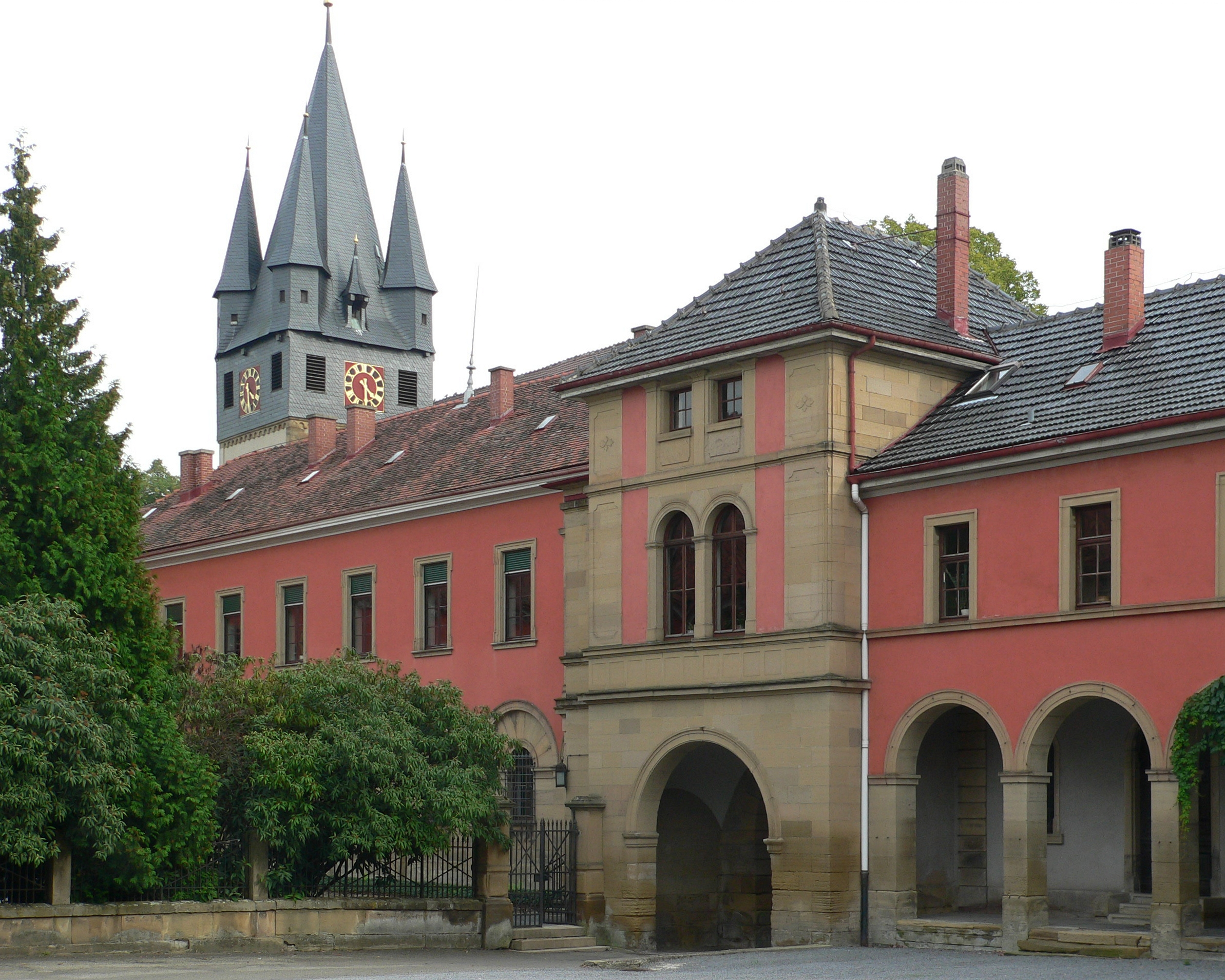
Das Torgebäude im Südflügel vom Innenhof gesehen, im Hintergrund der Turm der Stadtkirche

Das Schloss ist eine vierseitig umschlossene, zweistöckige Anlage, deren Grundriss wegen der engen innerörtlichen Bebauung und der angrenzenden nicht zugänglichen Gartenanlagen und Wirtschaftsgebäude von außen nicht zu überschauen ist. Der Südflügel hat ein Durchgangsportal, der Nordflügel ist zwischen Schlosskapelle und Remise offen, sodass die Schlossstraße den Innenhof der Anlage durchquert und ihn in eine westliche und östliche Hälfte teilt.
Die Obergeschosse der Schlossgebäude waren zum Hof hin einst offene Umgänge und wurden sukzessive im Zuge verschiedener Umbauten verschlossen. Nach Südosten hin sind die Flügelbauten im Erdgeschoss zum Innenhof hin mit repräsentativen Arkadengängen gestaltet, während die Westhälfte mehr von den dort befindlichen Wirtschaftsgebäuden bestimmt wird. Nach Nordwesten schließt sich ein großer Wirtschaftshof an, nach Nordosten der nicht öffentlich zugängliche, große parkartige Schlossgarten.
Zu den historischen Kunstschätzen im Schloss zählen eine bedeutende Bibliothek und ein Archiv, eine große Sammlung wertvoller Möbel, eine Hochwild-Geweihsammlung sowie eine große Zahl an Gemälden und Bildern.

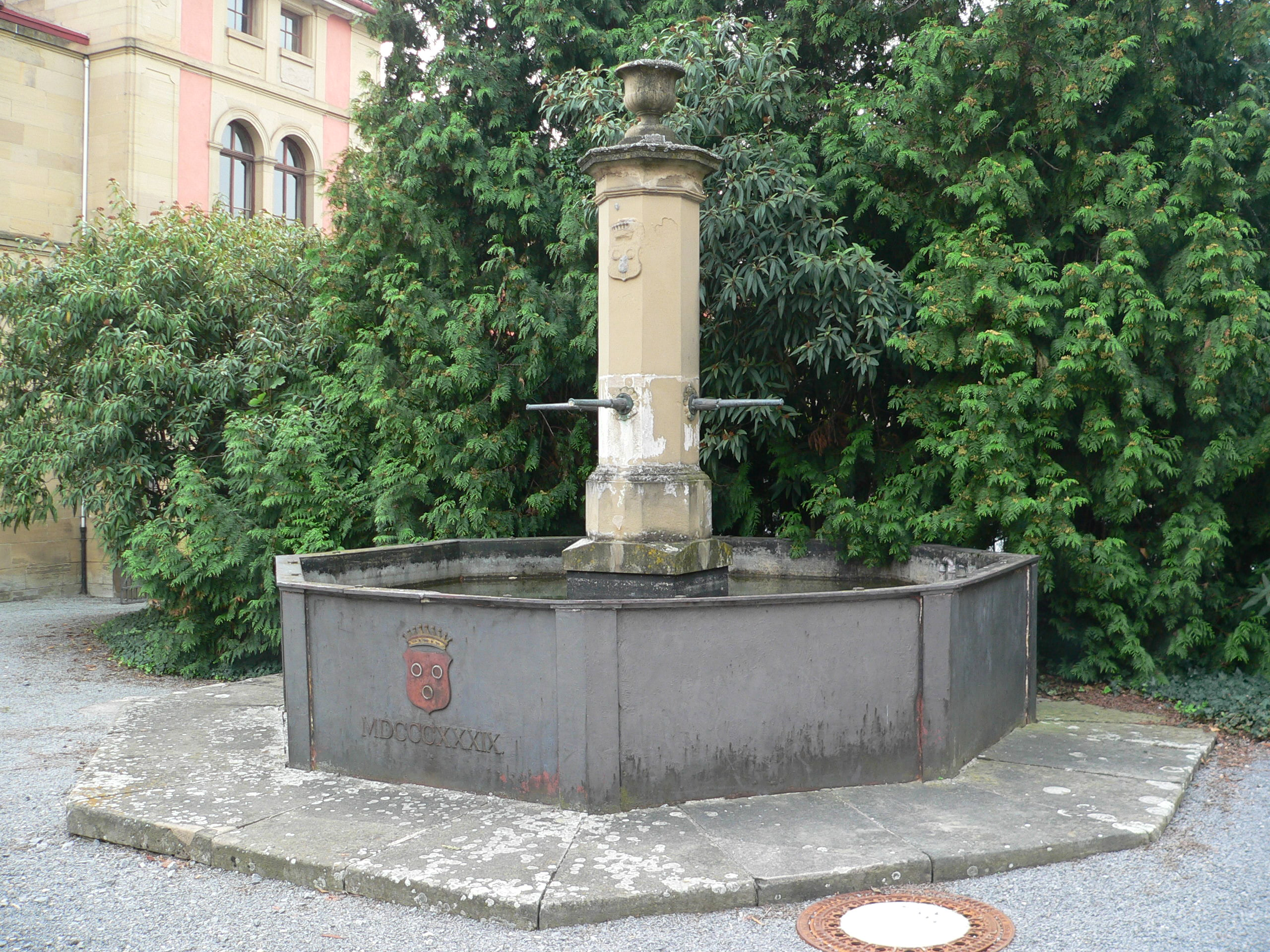
Brunnen im Schlossinnenhof mit Neippergwappen, 1839
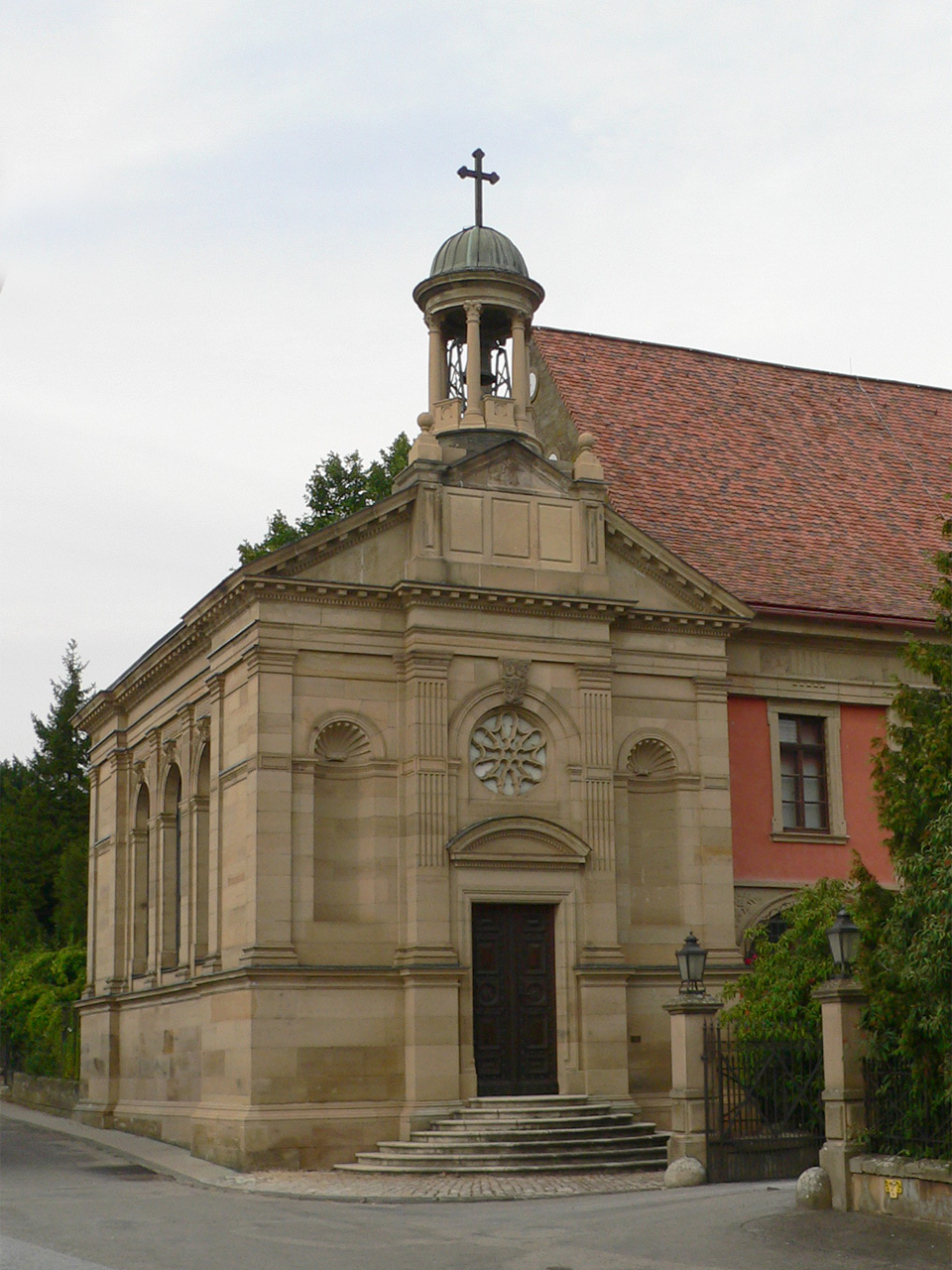
Schlosskapelle
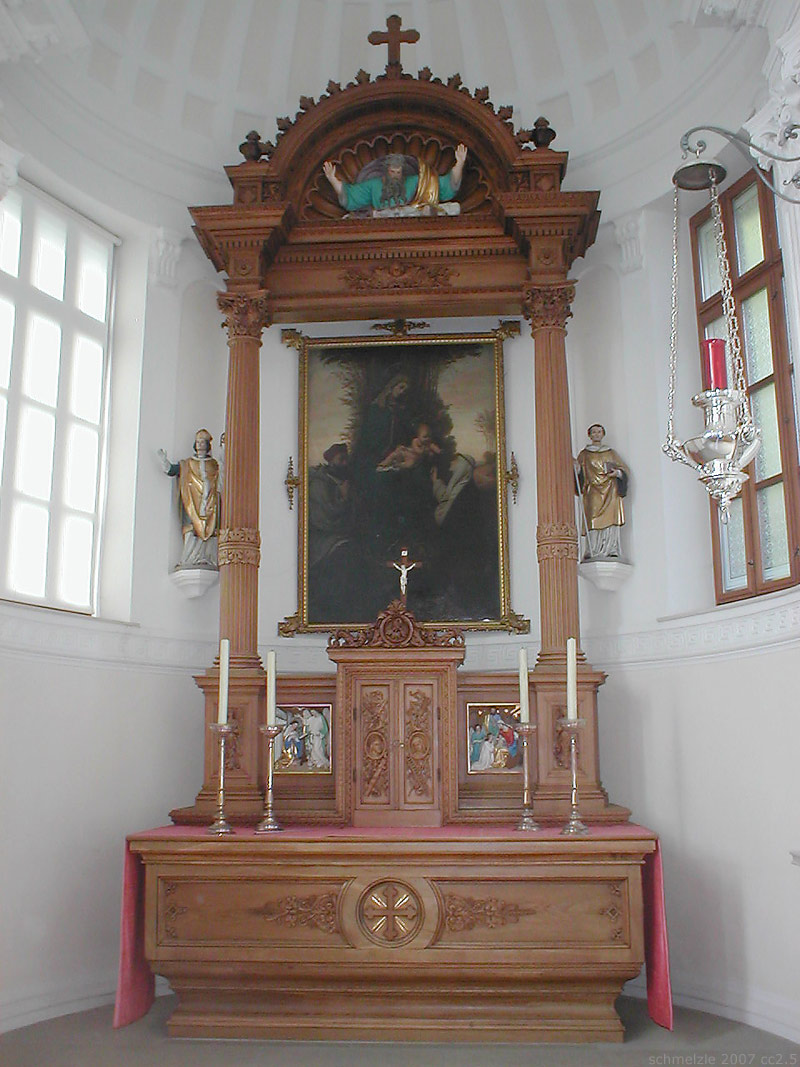
Altar der Schlosskapelle
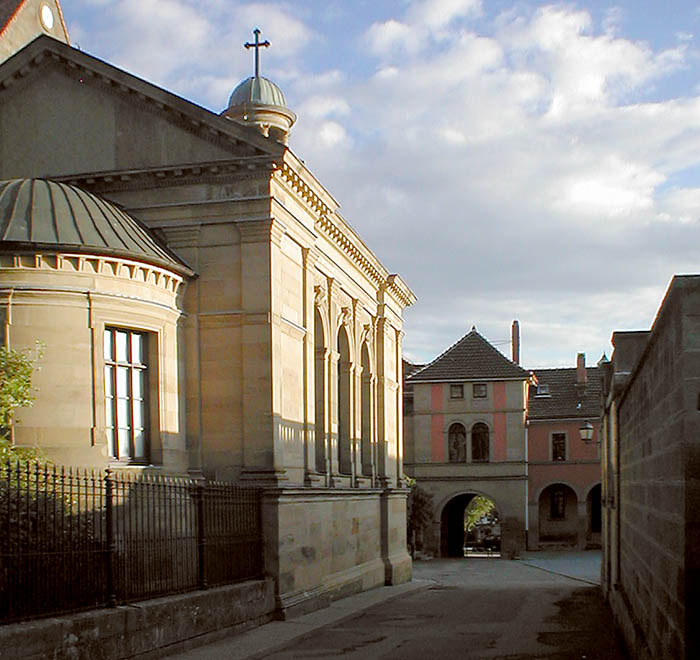
Kapelle und Schloßinnenhof